# شبرا قبالة (المنوفية)
شبرا قبالة إحدى قرى مركز قويسنا التابع لمحافظة المنوفية في جمهورية مصر العربية، وتجاورها قرية اسطنها.

## التاريخ
قرية شبرا قبالة من القرى القديمة، حيث وردت باسم «شبرا قباله» في أعمال جزيرة قوسينا ضمن قرى الروك الصلاحي التي أحصاها ابن مماتي في كتاب قوانين الدواوين، كما وردت باسم «شبرى قباله» في أعمال الغربية ضمن قرى الروك الناصري التي أحصاها ابن الجيعان في كتاب «التحفة السنية بأسماء البلاد المصرية». وفي العصر العثماني وردت باسم «شبرا قباله» في التربيع العثماني الذي أجراه الوالي العثماني سليمان باشا الخادم في عصر السلطان العثماني سليمان القانوني ضمن قرى ولاية الغربية، وفي تاريخ 1228هـ/1813م الذي عدّ قرى مصر بعد المسح الذي قام به محمد علي باشا باسم «شبرا قبالة» ضمن قرى مديرية المنوفية.

## السكان
بلغ عدد سكان شبرا قبالة وخلوة نور الدين 9,037 نسمة، حسب الإحصاء الرسمي لعام 2006.